# Callac
Callac (bretonsko Kallag) je naselje in občina v francoskem departmaju Côtes-d'Armor regije Bretanje. Leta 2006 je naselje imelo 2.375 prebivalcev.

## Geografija
Kraj leži v pokrajini Bretaniji ob reki Hyères, 28 km jugozahodno od Guingampa.

## Uprava
Callac je sedež istoimenskega kantona, v katerega so poleg njegove vključene še občine Bulat-Pestivien, Calanhel, Carnoët, Duault, Lohuec, Maël-Pestivien, Plourac'h, Plusquellec, Saint-Nicodème in Saint-Servais s 6.397 prebivalci.
Kanton Callac je sestavni del okrožja Guingamp.

## Zanimivosti
- župnijska cerkev sv. Lovrenca iz 12. do 18. stoletja, francoski zgodovinski spomenik,
- ruševine nekdanje župnijske cerkve Notre-Dame de Botmel,
- galo-rimski most.